# It Happened at the World's Fair
It Happened at the World's Fair (tdl. ‘Sucedió en la feria mundial’, conocida en español como Puños y lágrimas en España y Rubias, morenas y pelirrojas en Hispanoamérica) es una película de comedia musical estadounidense de 1963 dirigida por Norman Taurog y protagonizada por Elvis Presley como piloto de fumigación de cultivos. Se filmó en Seattle, Washington, sede de la 21 Century Exposition. El entonces gobernador de Washington, Albert Rosellini, sugirió la ubicación a los ejecutivos de Metro-Goldwyn-Mayer. La película recaudó 2,25 millones de dólares en taquilla. Kurt Russell tuvo un pequeño papel no acreditado en su debut cinematográfico.

## Argumento
El piloto Mike Edwards se encuentra en un dilema. Su socio y amigo, Danny, ha gastado el dinero que Mike había reservado para pagar sus deudas. Sin ello, su avión fumigador Boeing-Stearman Modelo 75, llamado Bessie, es confiscado por el sheriff local. Si Mike y Danny no consiguen el dinero en una semana, Bessie será subastada al mejor postor.
Mike y Danny se convierten en autoestopistas reacios, buscando que los lleven a cualquier parte. Son recogidos por el agricultor de manzanas Walter Ling y su sobrina Sue-Lin. Terminan en Seattle, Washington, sede de la Feria Mundial de 1962. Cuando Walter debe ausentarse por negocios, Danny convence a Mike para que lleve a Sue-Lin a recorrer la feria. Durante una visita a un médico en la feria, Mike se enamora de Diane Warren, una enfermera atractiva pero obstinada que se resiste a sus avances. Él le da veinticinco centavos a un niño que le da una patada en la espinilla para que ella pueda curarlo. Luego, el supervisor de Diane la convence de llevar a Mike de regreso a su apartamento, convencido de que tiene la pierna herida. Mike y Diane cenan en lo alto de la Space Needle de la feria. Sin embargo, también corteja a Dorothy Johnson.
Las complicaciones surgen cuando Walter inexplicablemente no regresa al día siguiente a buscar a Sue-Lin, dejándola con Mike. Sue-Lin finge estar enferma para que Diane vaya a su apartamento, la examine y vuelva a ver a Mike. Cuando Diane descubre que Mike no es pariente de Sue-Lin, quiere informar a la junta de bienestar para que puedan sacar a Sue-Lin del apartamento de Mike y Danny. Al anochecer se lleva a cabo un misterioso envío en avión para Vince, el amigo de Mike y Danny, que contrabandea pieles valiosas. La película termina con Mike y Diane enamorados.

## Reparto
- Elvis Presley como Mike Edwards, un piloto de avión fumigador.
- Joan O'Brien como Diane Warren, una enfermera y el interés amoroso de Mike.
- Gary Lockwood como Danny Burke, el socio comercial de Mike, adicto al juego.
- Vicky Tiu como Sue-Lin, una joven con la que Mike se hizo amigo.
- Yvonne Craig como Dorothy Johnson, otro de los intereses amorosos de Mike.
- H. M. Wynant como Vince Bradley, el socio corrupto de Danny.
- Kam Tong como Walter Ling, el tío de Sue-Lin.
- Edith Atwater como la señorita Steuben.
- Guy Raymond como Barney Thatcher.
- Dorothy Green como la señorita Ettinger.

Kurt Russell, Sandra Giles, Diane O'Donnell y los miembros de la Memphis Mafia, Red West y Joe Esposito, tuvieron apariciones especiales no acreditadas.

## Producción
El Seattle Center, incluido el Seattle Center Monorail y el Space Needle, sirven como telones de fondo para varias escenas. Los agentes de seguridad persiguen a Presley y a Sue-Lin a través de las fuentes de lo que hoy es el Centro de Ciencias del Pacífico. La escena del autoestop con Elvis y Gary Lockwood se filmó cerca de Camarillo, California, al igual que algunas de las escenas de vuelo. Toda la escena del autoestop, hasta el momento en que recogen a Mike y Danny, se filmó en la calle 5 cerca de Pleasant Valley Road, en el lado sur de Camarillo.
Si bien The Elvis Encyclopedia cree que el puente de caballetes de Wilburton se mostró en la película, otras pruebas apuntan a una ubicación diferente. En realidad, se trata de un puente de caballetes sobre el río White entre Enumclaw y Buckley, ahora demolido. La vista de la película fue tomada en la intersección de Mud Mountain Road y la autopista 410, mirando hacia el sureste. El Monte Rainier es visible al fondo, pero no puede verse desde ese ángulo desde el puente de caballetes de Wilburton, que es más grande que el puente de caballetes de río White, con seis secciones de altura. El puente de caballetes que aparece en la película tiene solo cuatro secciones de altura en el cruce de la carretera.

## Recepción
El crítico cinematográfico Eugene Archer, de The New York Times, escribió: «El talento dramático en ciernes de Elvis Presley ha sido cuidadosamente recortado en la historia de Seattle, que emerge como una lúgubre parodia de los antiguos musicales de la Metro-Goldwyn-Mayer. Cargado con una docena de canciones desafinadas y una trama que le exige hacer de guardián de una niña china despiadadamente adorable, el cantante simplemente se mueve con ingenuidad por un mar de clichés». Variety escribió que «esto puede resultar tedioso para todos, excepto para los jóvenes admiradores más fieles de Presley. Las diez melodías que canta (cuéntelas, diez) pueden ser motivo de regocijo entre sus seguidores más fervientes, pero, comparadas proporcionalmente con la escasa historia intermedia, parecen tres de más... tantas interrupciones gorjeantes alteran el ritmo de la historia e impiden que la trama y la película cobren impulso». John L. Scott, del Los Angeles Times, escribió que «hay que decir que, a menos que seas fan de Presley, las 10 canciones que ofrece mientras toca la guitarra o el ukelele pueden resultar tediosas, mientras que la frívola historia de fondo se enciende y se apaga entre melodías.